# Parlamento de Croacia
El Parlamento croata (en croata: Hrvatski sabor) o el Sabor (Parlamento) es el órgano unicameral que ostenta el poder legislativo de la República de Croacia. 
Según los términos de la constitución croata, el Sabor representa a las personas y está investido de poder legislativo. El Sabor está compuesto por 151 miembros elegidos para un mandato de cuatro años sobre la base del sufragio directo, universal, igualitario y secreto. Los escaños se asignan de acuerdo con los distritos electorales del Parlamento croata: 140 miembros del parlamento son elegidos en circunscripciones con varios escaños, 8 de las minorías y 3 de la diáspora croata. El Sabor está presidido por un orador, que es asistido por al menos un orador adjunto (generalmente cuatro o cinco diputados). 
Los poderes de Sabor están definidos por la Constitución e incluyen: la definición de las relaciones económicas, legales y políticas en Croacia, la preservación y el uso de su patrimonio y el establecimiento de alianzas. El Sabor tiene derecho a desplegar a las fuerzas armadas croatas en el extranjero, y puede restringir algunos derechos y libertades constitucionales en tiempo de guerra o en casos de guerra inminente o después de desastres naturales. El Sabor enmienda las fronteras de Croacia o la Constitución, promulga legislación, aprueba el presupuesto estatal, declara la guerra y decide el cese de las hostilidades, adopta resoluciones parlamentarias y estatutos, adopta estrategias nacionales de seguridad y defensa a largo plazo, implementa la supervisión civil de las fuerzas armadas y servicios de seguridad, convocatorias de referendos, realiza elecciones y nombramientos conforme a la constitución y la legislación aplicable, supervisa las operaciones del Gobierno y otros servicios civiles responsables ante el parlamento, otorga amnistía para delitos y realiza otras tareas definidas por la constitución.
El Sabor más antiguo con registros existentes se celebró en Zagreb el 19 de abril de 1273. Este era el Sabor de Eslavonia, y no de Croacia y Dalmacia. El primer Sabor del Reino de Croacia y Dalmacia data de 1351. La sesión del Parlamento celebrada en 1527 en Cetin afirmó la Casa de Habsburgo como los gobernantes de Croacia. Después de esto, el Sabor se convirtió en una reunión regular de la nobleza, y su título oficial se estabilizó gradualmente en 1558 como el Parlamento del Reino de Croacia y Eslavonia. Desde 1681, se llamó formalmente la Dieta del Reino de Croacia, Dalmacia y Eslavonia. En 1712, el Sabor una vez más invocó su prerrogativa de seleccionar al gobernante, apoyando lo que más tarde se convirtió en la Sanción Pragmática de 1713. Desde mediados del siglo XIX, el Sabor se ha reunido y sus miembros han sido elegidos regularmente. Ejerciendo su soberanía una vez más el 29 de octubre de 1918, el Sabor decidió la independencia de Austria-Hungría y la formación del Estado de los Eslovenos, Croatas y Serbios que más tarde se llamaría Reino de los Serbios, Croatas y Eslovenos. El Sabor no se reunió entre 1918 y 1945, a excepción de un Sabor no elegido convocado en 1942. El Sabor inicialmente se volvió a reunir como una asamblea del Consejo Estatal Antifascista para la Liberación Nacional de Croacia (ZAVNOH) en 1943 y evolucionó desde varias estructuras después de las elecciones de noviembre de 1945 y varios cambios de la constitución. Después de las primeras elecciones multipartidistas desde el régimen comunista y la adopción de la Constitución de 1990, el Sabor fue bicameral (Cámara de Representantes y Cámara de los Condados) hasta 2001, cuando las enmiendas constitucionales lo cambiaron a la forma unicameral que rige hasta la actualidad.

## Antecedentes históricos
El Sabor, en sus diversas formas, ha representado la identidad y las opiniones de los croatas desde las dietas de la nobleza del siglo IX hasta el parlamento moderno. El Sabor más antiguo cuyos registros se conservan se celebró en Zagreb el 19 de abril de 1273 como la Congregatio Regni totius Sclavonie generalis o Universitas nobilium Regni Sclavoniae (Dieta general de todo el reino de Eslavonia o Comunidad de la nobleza del reino de Eslavonia). Sus decisiones tenían poder legislativo. La decisión del Parlamento de 1527 fue un evento decisivo de importancia fundamental para la extensión y confirmación de la condición de Estado de Croacia, como se describe en la Constitución de Croacia. El parlamento eligió libremente a Fernando I de Habsburgo como el nuevo gobernante de Croacia, después de siglos de unión personal croata con Hungría. Después de la entrada en la monarquía de los Habsburgo, el Sabor se convirtió en una dieta noble regular, y su título oficial se estabilizó gradualmente hacia 1558 en el Parlamento del Reino de Croacia y Eslavonia. Desde 1681 se le ha dado el nombre formal de Congregatio Regnorum Croatiae, Dalmatiae y Slavoniae o Generalis Congregatio dominorum statuum et ordinum Regni (Dieta del Reino de Croacia, Dalmacia y Eslavonia o Dieta General de los Estados del Reino). En 1712, el Sabor una vez más invocó su prerrogativa de seleccionar al gobernante, apoyando lo que más tarde se convirtió en la Pragmática Sanción de 1713 y eligiendo a María Teresa de Austria como monarca. Este evento también está especificado por la Constitución de Croacia como parte de la fundación de la condición de Estado croata desde la Edad Media hasta el presente.
En 1848 se convocó la primera Dieta moderna con los representantes electos (incluso la alta nobleza y los altos dignatarios de la Iglesia Católica y Ortodoxa permanecieron miembros de oficio). El Sabor funcionó como la autoridad legislativa durante la existencia del Reino de Croacia-Eslavonia (1848/1868 - 1918). Los acontecimientos de 1848 en Europa y en el Imperio austríaco representan un hito en la sociedad y la política de Croacia, dado su vínculo con el renacimiento nacional croata que influyó y marcó significativamente los eventos políticos y sociales en Croacia desde ese momento hasta fines del siglo XX. En ese momento, el Sabor abogaba por la ruptura implícita de los vínculos con el Reino de Hungría, haciendo hincapié en los enlaces a otras tierras eslavas del sur dentro del imperio. Un período de neo-absolutismo fue seguido por el Compromiso Austro-Húngaro de 1867 y el Acuerdo Croata-Húngaro, reconociendo la independencia limitada de Croacia, a cambio de calmar los ánimos independentistas. Dos partidos políticos que evolucionaron en la década de 1860 y contribuyeron significativamente a este sentimiento fueron el Partido de los Derechos (1861-1929) y el Partido Popular. Se les opuso el Partido Constitucional Nacional que estuvo en el poder durante la mayor parte del período comprendido entre los años 1860 y 1918, que abogó por lazos más estrechos entre Croacia y Hungría. Otro partido importante formado en esta época fue el Partido Independiente del Pueblo Serbio, que más tarde formaría la Coalición Serbo-Croata con el Partido de los Derechos y otros partidos croatas y serbios. Esta Coalición gobernó Croacia entre 1903 y 1918. El Partido Campesino Croata (FSS), establecido en 1904 y dirigido por Stjepan Radić, abogó por la autonomía croata pero solo logró avances moderados en 1918. En el Reino de Dalmacia, dos partidos principales fueron el Partido Popular, una rama del Partido Popular del Reino de Croacia-Eslavonia, y el Partido Autonomista, que defendía el mantenimiento de la autonomía de Dalmacia, oponiéndose a las demandas del Partido Popular de unificar Croacia -Eslavonia y Dalmacia. El Partido Autonomista también estaba vinculado al irredentismo italiano. En la década de 1900, el Partido de los Derechos también hizo avances electorales en Dalmacia. En Dalmacia, los Autonomistas ganaron las primeras tres elecciones celebradas allí en 1861, 1864 y 1867, mientras que las de 1870 a 1908 fueron ganadas por el Partido Popular. En 1861-1918 hubo 17 elecciones en Croacia-Eslavonia y 10 en Dalmacia.
Ejerciendo su soberanía una vez más el 29 de octubre de 1918, el Sabor decidió la independencia de Austria-Hungría y la formación del Estado de los Eslovenos, Croatas y Serbios. El consejo del estado recientemente establecido votó para formar el Reino de los Serbios, Croatas y Eslovenos; sin embargo, el Sabor nunca confirmó esa decisión. La constitución de 1921 que definía el nuevo reino como un estado unitario y la abolición de las divisiones administrativas históricas, puso fin a la autonomía croata por el momento y el Sabor no se convocó hasta la década de 1940. El Acuerdo Cvetković-Maček de agosto de 1939 estableció la provincia autónoma de Croacia, o Banovina de Croacia, en la que el gobierno yugoslavo conservaba el control de defensa, seguridad interna, asuntos exteriores, comercio y transporte, mientras que otros asuntos dependían del Sabor croata. y una prohibición nombrada por la corona (virrey o gobernador). Antes de que se celebraran elecciones, el establecimiento se volvió obsoleto con el comienzo de la Segunda Guerra Mundial y el establecimiento del Estado Independiente de Croacia que prohibió toda oposición política. En 1942, se llevaron a cabo tres sesiones de un Sabor no electo en el Estado Independiente de Croacia; estos se llevaron a cabo entre el 23 de febrero y el 28 de diciembre de 1942, cuando se disolvió formalmente. La asamblea no tenía un poder real ya que el estado estaba bajo el dominio directo del líder fascista Ante Pavelić.

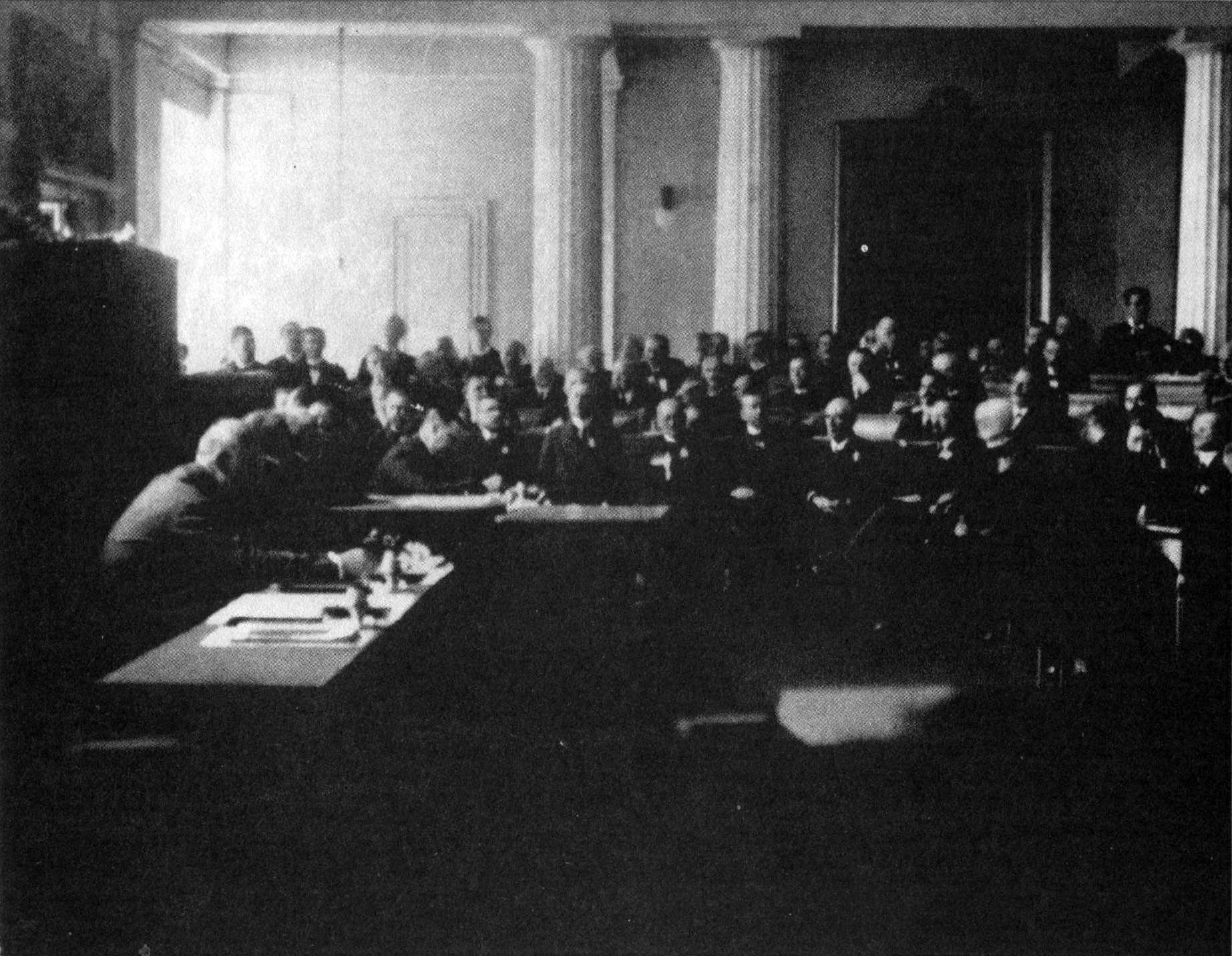
Sesión del Sabor del 29 de octubre de 1918.

El Sabor posterior a la Segunda Guerra Mundial se desarrolló a partir del Consejo Nacional Antifascista de Liberación Popular de Croacia (ZAVNOH), formado en 1943. En 1945, ZAVNOH se transformó en el Sabor Nacional de Croacia, preservando la continuidad de la soberanía croata. Después de la guerra, los comunistas corrieron sin oposición en las elecciones de 1945; todos los partidos de la oposición boicotearon las elecciones debido a la coacción e intimidación de la policía secreta de OZNA y del Partido Comunista, con el objetivo de eliminar la disidencia electoral. Una vez en el poder, los comunistas introdujeron un sistema político de partido único, con el Partido Comunista de Yugoslavia (desde 1952 la Liga de los Comunistas de Yugoslavia) como el partido gobernante y el Partido Comunista de Croacia (desde 1952 la Liga de Comunistas de Croacia) como un partido regional. En enero de 1990, el Partido Comunista se fragmentó a lo largo de líneas nacionales, con la facción croata exigiendo una federación más flexible. Durante el régimen comunista, el Sabor pasó de ser un parlamento unicameral como lo especifica la constitución de 1947, a ser bicameral en 1953, cambiando nuevamente en 1963 a cinco cámaras y luego a tres en 1974. Las enmiendas constitucionales de 1971 establecieron la Presidencia del Sabor, y una de sus funciones se convirtió en representación de Croacia, ya que las repúblicas constitutivas yugoslavas fueron consideradas esencialmente como naciones-estado generalmente entregando solo sus políticas extranjeras y de defensa a la federación; los cuerpos federales ya no eran independientes, sino que estaban formados por las repúblicas (después de la constitución de 1974, este papel fue asumido por la recién formada Presidencia de la República elegida por el Sabor).

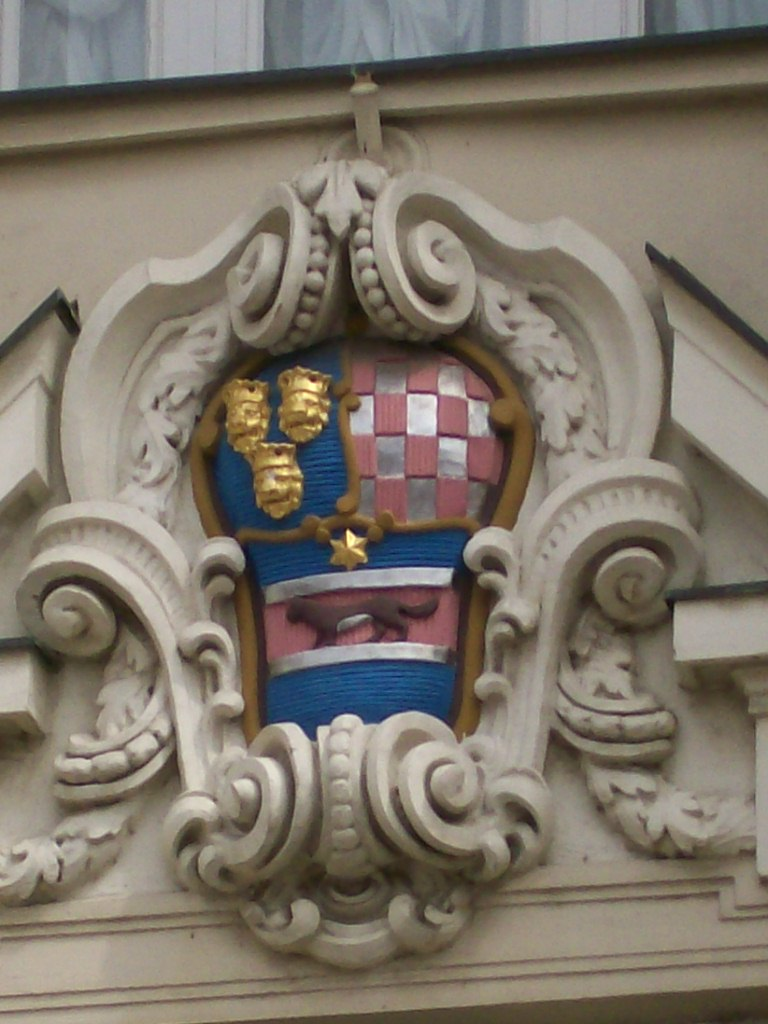
Escudo del Reino de Croacia, Eslavonia y Dalmacia en el edificio del Parlamento croata.

El primer partido político fundado en Croacia desde el comienzo del régimen comunista fue el Partido Social Liberal de Croacia (HSLS), establecido el 20 de mayo de 1989, seguido por la Unión Democrática Croata (HDZ) el 17 de junio de 1989. En diciembre, Ivica Račan se convirtió en el jefe del reformado Partido Comunista. En este momento, el Partido Comunista decidió cancelar los juicios políticos, liberar a los presos políticos y respaldar a un sistema político multipartidista. La Ley de Organizaciones Civiles se modificó formalmente para permitir el acceso a múltiples partidos políticos el 11 de enero de 1990, legalizando a los nuevos partidos. En el momento de la primera vuelta de las primeras elecciones multipartidarias, celebradas el 22 de abril de 1990, había 33 partidos registrados. Hubo distritos electorales de un solo escaño para la mitad de los escaños y un solo distrito electoral nacional (a través de listas electorales) para los escaños restantes. Aun así, los partidos y coaliciones más relevantes fueron el renombrado Partido Comunista (la Liga de Comunistas de Croacia - Partido de Cambios Democráticos), el HDZ y la Coalición del Acuerdo del Pueblo (KNS), que incluía el HSLS, dirigido por Dražen Budiša, y el HSS, que reanudó su funcionamiento en Croacia en diciembre de 1989. El balotaje, abierto a cualquier candidato que recibiera al menos el 7% de los votos, se celebró el 6 de mayo de 1990. La HDZ dirigida por Franjo Tuđman ganó por delante de los comunistas reformados y el KNS. El KNS, liderado por los antiguos líderes de la primavera croata (Savka Dabčević-Kučar y Miko Tripalo), pronto se dividió en partes individuales. El 8 de octubre de 1991 entró en vigor la declaración de independencia de Croacia. El HDZ mantuvo una mayoría parlamentaria hasta las elecciones parlamentarias del 2000 cuando fue derrotado por el SDP liderado por Račan. El HDZ volvió al poder en las elecciones de 2003, mientras que el SDP siguió siendo el mayor partido de la oposición.

## Poderes del Parlamento
El Parlamento representa a los ciudadanos de la República de Croacia; actúa como la legislatura del país. Se reúne regularmente en dos sesiones cada año, del 15 de enero al 15 de julio y del 15 de septiembre al 15 de diciembre; sin embargo, el Presidente de Croacia, el Gobierno croata o la mayoría de los miembros del Parlamento pueden convocar sesiones extraordinarias. Las sesiones están abiertas al público. El parlamento decide por mayoría simple de votos, excepto en cuestiones relacionadas con minorías étnicas (constitucionalmente reconocidas en el país), la Constitución, la legislación electoral, el alcance y los métodos operativos de los organismos gubernamentales y el gobierno local; en estos casos, las decisiones se toman por mayoría cualificada de dos tercios de los votos. El parlamento puede autorizar al gobierno a promulgar regulaciones que tratan asuntos normalmente cubiertos por actos parlamentarios. Dichas regulaciones caducan un año después de que se expide la autorización. La autorización no se aplica a asuntos que deben decidirse por un voto parlamentario de dos terceras partes. La legislación promulgada por el parlamento es respaldada por el Presidente de Croacia en un plazo de ocho días o remitida al Tribunal Constitucional.
A los miembros se les concede inmunidad parlamentaria; su enjuiciamiento penal solo es posible después del consentimiento parlamentario, a excepción de los delitos con cinco o más años de prisión obligatorios. El parlamento puede designar comisiones de investigación para cualquier asunto de interés público.
Los poderes del parlamento croata están definidos por la Constitución de Croacia. Estos incluyen: definición de relaciones económicas, legales y políticas en la República de Croacia; preservación del patrimonio natural y cultural de Croacia y su utilización; y formando alianzas con otros estados. El parlamento tiene derecho a desplegar fuerzas armadas croatas en el exterior. También puede restringir los derechos y libertades constitucionales en tiempo de guerra o en casos de guerra inminente o después de desastres naturales, aunque esa disposición constitucional se limita a derechos específicos: derecho a la vida, prohibición de la tortura, conducta o castigo cruel o denigrante, mantenimiento del habeas corpus y libertades de pensamiento, conciencia y puntos de vista religiosos. Además, en esas circunstancias, los términos de los miembros del parlamento pueden extenderse. (Como estos derechos están definidos por la constitución, la decisión requerirá una mayoría de dos tercios. Como Croacia nunca declaró el estado de guerra durante la desintegración de Yugoslavia, esta opción no se ha ejercido en la práctica.) El parlamento se reserva el derecho de modificar las fronteras de Croacia. El parlamento decide sobre enmiendas constitucionales, promulga legislación, aprueba el presupuesto estatal, declara la guerra y decide el cese de las hostilidades, adopta declaraciones de política del parlamento, adopta la estrategia de defensa nacional, representando un documento de planificación de recursos de defensa a largo plazo, y la estrategia de defensa nacional, que define las bases para el establecimiento y la implementación de instituciones, medidas y actividades en respuesta a cuestiones generales de seguridad y desafíos y amenazas específicos para Croacia, implementa la supervisión civil de las fuerzas armadas y los servicios de seguridad, convocatorias de referendos, realiza elecciones y nombramientos conforme a la constitución y la legislación aplicable, supervisa las operaciones del gobierno (encabezado por el primer ministro de Croacia) y otros servicios civiles responsables ante el parlamento, concede amnistía para los delitos penales y realiza otras tareas definidas por la constitución. Convertirse en el primer ministro de Croacia requiere el apoyo de la mayoría en el parlamento.
El gobierno es responsable ante el parlamento; algunas otras instituciones, como el Banco Nacional de Croacia y la Oficina de Auditoría del Estado, también dependen directamente del parlamento. El parlamento designa un ombudsman para promover y proteger los derechos humanos y las libertades establecidas por la constitución, la legislación parlamentaria y los tratados adoptados por Croacia. El Ombudsman es nombrado por un período de ocho años; el trabajo del Defensor del Pueblo es independiente. El Defensor del Pueblo, así como todas las demás personas autorizadas para actuar en nombre del parlamento, reciben inmunidad parlamentaria igual a la que gozan los miembros del parlamento.

## Presidentes del Parlamento
Los miembros del parlamento eligen al Presidente del Parlamento y uno o más oradores adjuntos por mayoría simple.
Desde las primeras elecciones multipartidarias celebradas después del comienzo del gobierno comunista, ha habido ocho oradores del parlamento; los primeros cinco, que ejecutaron la oficina hasta las enmiendas constitucionales en marzo de 2001, también fueron oradores de la Cámara de Diputados (ya que el parlamento era bicameral en ese momento).
El presidente del parlamento se convierte en el presidente interino de la República en caso de muerte, renuncia o incapacitación del presidente de Croacia, según lo especificado por la constitución. Esta situación se produjo después de la muerte de Franjo Tuđman en 1999, cuando Vlatko Pavletić se convirtió en el presidente en funciones. Después de las elecciones parlamentarias de 2000, el papel fue transferido a Zlatko Tomčić, quien ocupó el cargo hasta que Stjepan Mesić fue elegido presidente de Croacia en 2000.
| Nombre                                    | Inicio                  | Fin                     | Partido | Partido                                  |
| ----------------------------------------- | ----------------------- | ----------------------- | ------- | ---------------------------------------- |
| Žarko Domljan                             | 30 de mayo de 1990      | 7 de septiembre de 1992 |         | Unión Democrática Croata (HDZ)           |
| Stjepan Mesić                             | 7 de septiembre de 1992 | 24 de mayo de 1994      |         | Unión Democrática Croata (HDZ)           |
| Nedjeljko Mihanović                       | 24 de mayo de 1994      | 28 de noviembre de 1995 |         | Unión Democrática Croata (HDZ)           |
| Vlatko Pavletić                           | 28 de noviembre de 1995 | 2 de febrero de 2000    |         | Unión Democrática Croata (HDZ)           |
| Zlatko Tomčić                             | 2 de febrero de 2000    | 23 de diciembre de 2003 |         | Partido Campesino Croata (HSS)           |
| Vladimir Šeks                             | 23 de diciembre de 2003 | 11 de enero de 2008     |         | Unión Democrática Croata (HDZ)           |
| Luka Bebić                                | 11 de enero de 2008     | 22 de diciembre de 2011 |         | Unión Democrática Croata (HDZ)           |
| Boris Šprem                               | 22 de diciembre de 2011 | 10 de octubre de 2012   |         | Partido Socialdemócrata de Croacia (SDP) |
| Josip Leko                                | 10 de octubre de 2012   | 28 de diciembre de 2015 |         | Partido Socialdemócrata de Croacia (SDP) |
| Željko Reiner                             | 28 de diciembre de 2015 | 14 de octubre de 2016   |         | Unión Democrática Croata (HDZ)           |
| Božo Petrov                               | 14 de octubre de 2016   | 4 de mayo de 2017       |         | Puente de Listas Independientes (MOST)   |
| Gordan Jandroković                        | 4 de mayo de 2017       | Actualidad              |         | Unión Democrática Croata (HDZ)           |
| Source: Former Speakers of the Parliament |                         |                         |         |                                          |

## Composición
La Constitución de Croacia exige que el parlamento esté formado por no menos 100 miembros y por no más de 160, elegidos por votación secreta directa por períodos de cuatro años. Las elecciones parlamentarias se celebran dentro de los 60 días siguientes al vencimiento del plazo o la disolución parlamentaria (esta última se realiza con un voto de censura o si el parlamento no aprueba un presupuesto estatal dentro de 120 días después de que el gobierno lo aprueba), y el nuevo parlamento debe convocarse dentro de los 20 días posteriores a las elecciones.
Como se especifica en la legislación electoral actual en Croacia, 140 miembros del Parlamento son elegidos en circunscripciones de varios escaños, hasta 3 miembros se eligen por representación proporcional para representar a los ciudadanos croatas que residen en el extranjero y 8 miembros representan a comunidades o minorías étnicas y nacionales (incluidos "no declarado", "desconocido", o de otra manera que no sean grupos reconocidos constitucionalmente).
El modelo de las elecciones parlamentarias se basa en la Constitución de Navidad (1990), pero se modificó significativamente cuatro veces desde entonces, la última vez en 1999. La revisión sustancial más reciente de la ley electoral tuvo lugar en febrero de 2015, y fue parcialmente confirmada por el Tribunal Constitucional en septiembre de 2015. Se introdujo un elemento de votación preferencial al permitir que los votantes elijan no solo una lista de candidatos, sino también un solo miembro de la misma lista. Si el porcentaje de votos de un candidato excede el 10%, se elige como si fuera un sistema de lista abierta. La clasificación de la lista se mantiene para aquellos candidatos que no cumplen con esta cuota.

### Resultado de las últimas elecciones
|  | 37.26 % |

|  | 24.87 % |

|  | 10.89 % |

|  | 7.39 % |

|  | 6.99 % |

|  | 3.98 % |

|  | 2.26 % |

|  | 1.30 % |

|  | 1.01 % |

|  | 3.99 % |

|  | 97.73 % |

|  | 2.27 % |

|  | 100.00 % |

|  | 46.44 % |

### Elecciones parlamentarias anteriores

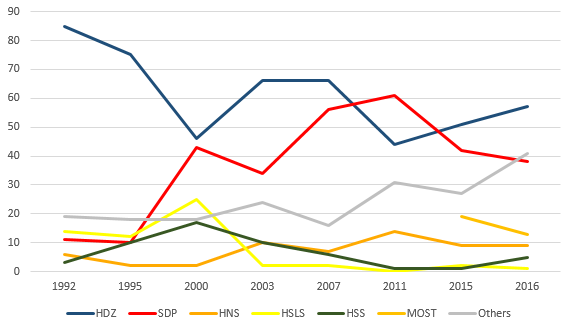
Resultados de las elecciones parlamentarias en el período de 1992-2016 solo se muestran partidos que hayan ganado más de 10 asientos cualquier elección individual.

Desde 1990, se han celebrado siete elecciones parlamentarias en Croacia. Las elecciones celebradas en 1990 fueron las primeras elecciones multipartidistas después de 45 años de gobierno comunista. El Parlamento tenía tres cámaras en ese momento; los candidatos se postularon para los 80 escaños en el Consejo Social y Político de Croacia, los 116 escaños para el Consejo Municipal de Croacia y los 160 escaños para el Consejo Laboral Asociado de Croacia. La primera ronda de las elecciones tuvo una participación del 85.5%; la participación en la segunda vuelta electoral fue del 74.8%. En esta elección, la Unión Democrática Croata (HDZ) ganó 205 escaños y el Partido Socialdemócrata de Croacia ganó 107. Entre entonces y 2007, se celebraron cinco elecciones parlamentarias para la Cámara de Diputados (croata: Zastupnički dom) del parlamento o la parlamento unicameral desde (en 1992, 1995, 2000, 2003 y 2007). A partir de las elecciones de 1992, el número de escaños primero en la Cámara de Diputados, y luego en el parlamento unicameral, fue significativamente variable: de 127 en 1995 a 153 en 2007. En las elecciones parlamentarias croatas celebradas desde 1992, cuando el número de escaños en el parlamento se limitó a menos de 160, solo 5 partidos han ganado 10 escaños o más en cualquier elección parlamentaria. Estos fueron el HDZ, el Partido Campesino Croata (HSS), el Partido Popular Croata - Demócratas Liberales (HNS), el Partido Social Liberal Croata (HSLS) y el SDP.
Además, algunos independientes han ganado escaños a través de listas de partidos al ser elegidos como candidatos independientes en la lista de un partido, y la lista de candidatos no partidistas de Ivan Grubišić también ha ganado escaños. Dado que los individuos (no los partidos) poseen escaños parlamentarios una vez que ganó, también puede haber (y ha habido) instancias donde los titulares de los asientos se independizaron o se cambiaron a otro partido político.

## Cámara de los Condados
Según la Constitución de Croacia adoptada en 1990, el parlamento se convirtió en bicameral. La Cámara de Diputados había sido elegida unos meses antes; sus miembros promulgaron legislación que creaba una nueva organización territorial de Croacia. Esta reorganización incluía condados que debían representarse en la nueva Cámara de los condados (croata: Županijski dom). La primera elección de miembros de la cámara fue el 7 de febrero de 1993, y cada uno de los condados actuaba como circunscripción de tres escaños con representación proporcional. Además, según el Artículo 71 de la Constitución de 1990, se le dio al Presidente de Croacia la opción de designar hasta 5 miembros adicionales de la Cámara de los Condados; podría tener hasta 68 miembros. La segunda y última elección de la Cámara de los condados del parlamento fue el 13 de abril de 1997. La Cámara de los condados fue abolida por una enmienda constitucional de 2001.
| Presidente de la Cámara de los Condados | Presidente de la Cámara de los Condados | Presidente de la Cámara de los Condados | Presidente de la Cámara de los Condados | Presidente de la Cámara de los Condados | Presidente de la Cámara de los Condados |
| Nª                                      | Nombre                                  | Inicio                                  | Fin                                     | Partido                                 | Partido                                 |
| --------------------------------------- | --------------------------------------- | --------------------------------------- | --------------------------------------- | --------------------------------------- | --------------------------------------- |
| 1                                       | Josip Manolić                           | 22 de marzo de 1993                     | 23 de mayo de 1994                      |                                         | Unión Democrática Croata (HDZ)          |
| 2                                       | Katica Ivanišević                       | 23 de mayo de 1994                      | 28 de marzo de 2001                     |                                         | Unión Democrática Croata (HDZ)          |

### Composición de la Cámara de los Condados
| Unión Democrática Croata (HDZ)           | 39 | 42 |
| Partido Croata de los Derechos (HSP)     | –  | 2  |
| Partido Campesino Croata (HSS)           | 5  | 9  |
| Partido Popular Croata (HNS)             | 1  | –  |
| Partido Liberal Social de Croacia (HSLS) | 16 | 7  |
| Asamblea Democrática de Istria (IDS)     | 3  | 2  |
| Partido Socialdemócrata de Croacia (SDP) | 1  | 4  |
| Independientes                           | 3  | 2  |
| Fuente: Comisión Electoral Estatal       |    |    |

## Sede del Parlamento

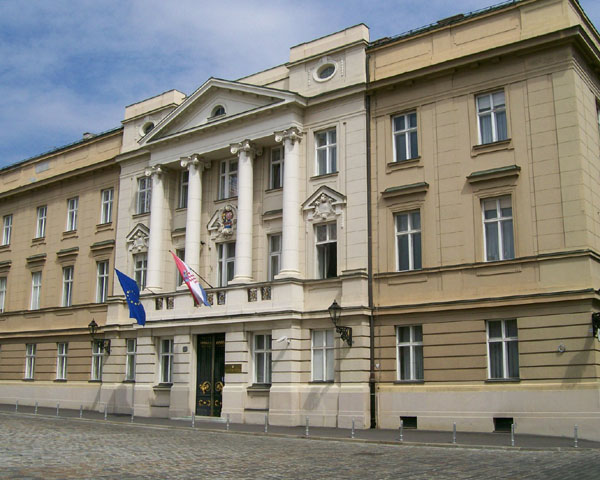
Edificio del Parlamento en Zagreb.

El Sabor se ha reunido en Zagreb desde el siglo XIII, pero hasta el siglo XVIII no hubo ningún edificio especial. Anteriormente, las sesiones del Sabor se habían celebrado en casas privadas, en propiedades reales en Gradec y en la residencia del obispo. Durante las guerras croata-otomanas, que interrumpieron severamente el funcionamiento del reino croata, las sesiones de Sabor se volvieron tan poco prácticas que la sesión de 1685 decidió tener la prohibición de nombrar un comité de seis miembros para hacer el trabajo del Sabor cuando las sesiones no eran posibles . Este cuerpo comenzó a funcionar en 1689 y su mandato se extendió durante todo el siglo XVIII y hasta el siglo XIX. Esta Conferentia Regnorum Croatiae, Dalmatiae et Slavoniae consistía en la prohibición, dos altos clérigos y tres o cuatro nobles, y presentaría numerosos actos; se reunió en varios lugares, generalmente Zagreb o Varaždin, pero también en Čiče, Ludbreg, Kerestinec, Viena, Želin, Bratislava, Klenovnik, Slunj, Glina, Petrinja, Rasinja, Ptuj y Budim.
En 1731, el gobierno compró casas en el sitio del edificio actual y la construcción de un nuevo edificio comenzó el año siguiente. El Sabor se reunió por primera vez en el nuevo edificio el 6 de mayo de 1737. El edificio fue originalmente diseñado para albergar los archivos, el tribunal y la oficina de la prohibición; sin embargo, el gobierno del condado de Zagreb se mudó también en 1765. La oficina de prohibición, el tribunal y los archivos se mudaron del edificio en 1807, cuando se compró un edificio en la Plaza de San Marcos para acomodarlos. Posteriormente, el edificio recién comprado se llamó Banski dvori después de su nuevo propósito principal de alojar la prohibición y su oficina. El gobierno del condado de Zagreb compró edificios adyacentes al parlamento en 1839 y encargó un nuevo edificio en el sitio. Fue completado en 1849; mientras tanto, el Sabor tuvo que reunirse en otro lugar; se reunió en un edificio de teatro ubicado en una esquina de la plaza. El edificio del teatro más tarde se convirtió en el Ayuntamiento de Zagreb.
En 1907, el gobierno del Reino de Croacia-Eslavonia compró el edificio del parlamento y las estructuras adyacentes, comenzando la construcción del actual edificio del parlamento. Al mismo tiempo, el gobierno del condado de Zagreb trasladó su sede a otra parte, dejando al Sabor como único usuario. El actual edificio del parlamento se completó en 1911 utilizando el diseño de Lav Kalda y Karlo Susan.